# Claes Cederström (1772–1840)
Claes Cederström (senare Claesson), född 3 november 1772 i Huddinge socken, död 8 mars 1840 i Skänninge, var en svensk militär, politiker och lanthushållare.

## Biografi
Claes Cederström var son till överste Claes Cederström och bror till Olof Rudolf Cederström. Han blev enrollerad som militär 1782 och avlade officersexamen 1788 och samma år löjtnant vid Svea livgarde. Cederström deltog i Gustav III:s ryska krig 1788–1789, där han först stationerades i Skåne och Göteborg men senare deltog i striderna i Finland. År 1796 blev han stabskapten men tog 1799 avsked från militärtjänsten. Cederström var djup gripen av franska revolutionen och dess radikala idéer. Vid riksdagen 1800 slöt han sig till Hans Järta och dennes meningsfränder och var en av dem, som 29 maj avsade sig adelskapet, varefter kan kallade sig Claesson.
Åren 1819–1824 var han adjutant hos Karl XIV Johan, befordrades 1819 till överstelöjtnant och 1824 till överste i armén. Claes Cederström ägde Funbo-Lövsta och Sandbro, samt arrenderade Ultuna, och intresserade sig mycket för jordbrukets utveckling. Han var 1814–1830 ledamot av Uppsala läns hushållningssällskaps förvaltningsutskott.